# Medvedička
Medvedička je ulica i dio naselja Novo Virje. Do devedesetih je bila samostalno selo.
Nastala je krajem 19. stoljeća, naseljavanjem iz Virja, u tzv. konake, prethodno tek privremeno naseljene nastambe za sezonske poljske radove. Današnja ulica Medvedička potpuno se poklapa s nekadašnjim naseljem Medvedička. Oduvijek je činila jednu zajedničku cjelinu s Molvama Gredama, pa tako i dan-danas, kad su razdvojeni ne samo u posebna naselja nego i u različite općine. 
U Medvedički se nalazi četverogodišnja područna škola, koja pripada Osnovnoj školi Molve. U njoj je smješten i dio stalnog postava Galerije "Marijan Jakubin" u kojoj su izložena njegova darovana djela: radovi iz vremena njegovog školovanja, idejna rješenja oltarnih slika i vitraja, odabrana djela iz nekih njegovih figurativnih ciklusa te objavljena likovno-pedagoška djela. U Medvedički postoji i Dobrovoljno vatrogasno društvo s vatrogasnim domom.
Medvedička je poznata i kao arheološki lokalitet zbog otkrivenog groba ratnika u kojem je pronađen ranokarolinški željezni, bogato ukrašen mač s kraja VIII. stoljeća, koji se čuva u Arheološkom muzeju u Zagrebu. Jabučica mača okovana je brončanom žicom s tragovima pozlate. Grob je pronađen pri kopanju rova za vodovod 1973. godine na dubini 1,20 m. U grobu su pored mača pronađene kosti lubanje i bedrene kosti. Ponovnim iskapanjem groba 1977. godine pronađeni su još vrlo vrijedni predmeti i to: bogato ukrašeni brončani jezičci mača, tri srebrne zakovice, slavenska željezna bojna sjekira i željezni nož.
Od poznatih osoba odraslih u Medvedički ističu se pjesnik Miroslav Dolenec Dravski te spomenuti Marijan Jakubin slikar i sveučilišni profesor umjetnosti.
Izvor:
Grivić, Josip, (2002.), Novo Virje: povijest i kronologija, Općina Novo Virje